# Tibetská kniha mrtvých

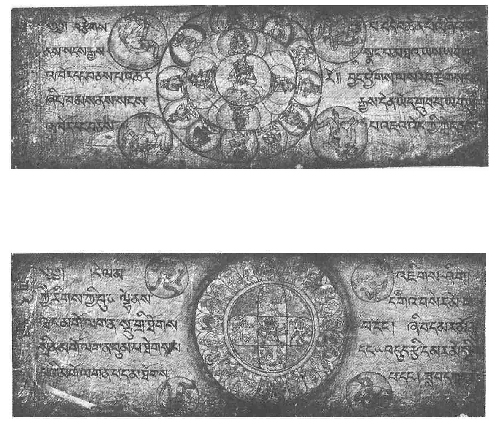
Část originálu Bardo thödol

Tibetská kniha mrtvých (tibetsky Bardo thödol; doslova „osvobození skrze slyšení v přechodném stavu (též mezistavu)“), je jedním ze základních textů tibetského buddhismu. Autorství tohoto díla je tradičně připisováno Padmasambhavovi. Bardo thödol poskytuje návod pro živé bytosti jak úspěšně projít obdobím mezi smrtí a novým vtělením a jak se může proces umírání změnit na proces osvobození. Knihu by měl podle buddhistické tradice číst každý, nejlepší však je slyšet ji z úst lámů.
Poprvé byla Tibetská kniha mrtvých napsána pravděpodobně v 8. století na základě starší ústní tradice; v dalších šesti stoletích patřila ke skupině spisů, které směli studovat jen lámové a veřejnosti nebyly přístupné. V Západním světě byla kniha poprvé publikována pod názvem „Bardo Thödol – Liberation by Hearing on the After – Death Plane“ roku 1927. Česky vyšla poprvé roku 1938 v překladu z němčiny nákladem Universalie; od roku 1991 vyšlo již několik vydání Tibetské knihy mrtvých v překladu Josefa Kolmaše.